# Sevira
Sevira (forme en latin vulgaire du nom latin classique Severa) est supposé être une fille de 
l'empereur romain Magnus Maximus et l'épouse de Vortigern mentionnée dans l'inscription du IXe siècle 
du Pilier d'Eliseg près de l'Abbaye de Valle Crucis, dans l'actuel Denbighshire, au Pays de Galles.

## Histoire

### Contexte
Cette inscription a été rédigée à l'initiative de Cyngen ap Cadell (mort en 855), roi de Powys, en l'honneur de son arrière grand père  Elisedd ap Gwylog, qui est proclamé descendant de « Britu, fils de Vortigern, béni par Germanus et enfanté par Sevira, fille du roi Maximus qui tua le roi des Romains ». L'inscription du Pilier d'Eliseg est la seule source connue mentionnant une fille de Magnus Maximus nommé Sevira ou Severa

### Nom
Le nom même de Severa peut interroger. Selon la tradition romaine, le nom (unique) d'une fille de citoyen est simplement le nomen du dit citoyen féminisé. Le cognomen plébéien Severius, très répandu dans toute la partie occidentale de l'Empire au principat, pourrait lui être relié, tout comme, dans une moindre mesure, la dynastie des Sévères qui occupa le trône impérial de 193 à 235.